# 佐藤嘉重
佐藤 嘉重（さとう かじゅう、1938年（昭和13年）12月15日 - ）は、日本の政治家。元福島県本宮市長（1期）。

## 概要
福島県本宮町出身。福島商業高等学校卒業。後に洋服製造業の東和グループに就職。平成6年4月、当時の本宮町長選挙に「町政を変えよう」のスローガンで立候補。当時町長を5期20年務めた伊藤備文を破って当選。それ以来さまざまな改革を行ってきており、一時は夕張市以上あった借金を減らすことに成功した。元福島県知事の佐藤栄佐久とは従兄弟の関係にあった。

## その他
- 毎朝のストレッチは欠かさない健康主義。